# Artemio Prati
Artemio Prati (* 21. Februar 1907 in Pontenure; † 4. März 2004 in Piacenza) war ein italienischer Geistlicher und römisch-katholischer Bischof von Carpi.

## Leben
Artemio Prati empfing am 15. März 1930 die Priesterweihe.
Johannes XXIII. ernannte ihn am 31. Dezember 1952 zum Bischof von Carpi. Der Sekretär der Heiligen Konsistorialkongregation, Adeodato Giovanni Kardinal Piazza OCD spendete ihm am 24. Februar des nächsten Jahres die Bischofsweihe; Mitkonsekratoren waren Umberto Malchiodi, Koadjutorerzbischof von Piacenza, und Vigilio Federico Dalla Zuanna OFMCap, Altbischof von Carpi.
Er nahm an allen vier Sitzungsperioden des Zweiten Vatikanischen Konzils als Konzilsvater teil. Am 7. April 1983 nahm Papst Johannes Paul II. seinen altersbedingten Rücktritt an.